# Jessica Tomasi
Pour les articles homonymes, voir Tomasi.
Jessica Tomasi (née le 3 juillet 1986 à Trente en Italie) est une archère italienne. Elle est médaillée d'or aux championnats du monde de tir à l'arc en 2011 dans l'épreuve par équipe féminine de l'arc classique.

## Biographie
Jessica Tomasi commence le tir à l'arc en 1996. Elle participe à ses premières compétitions internationales en 2000. Son premier podium mondial est en 2011, alors qu'elle remporte l'or à l'épreuve par équipe féminine de l'arc classique.

## Palmarès
- Jeux olympiques[2]
  - 33e à l'individuel femme aux Jeux olympiques d'été de 2012 à Londres.
  - 9e à l'épreuve par équipe femme aux Jeux olympiques d'été de 2012 à Londres (avec Pia Lionetti et Natalia Valeeva).

- Championnats du monde[1]
  -  Médaille d'argent à l'épreuve par équipe femme aux championnats du monde 2011 à Turin (avec Natalia Valeeva et Guendalina Sartori).

- Coupe du monde[1]
  -  Médaille d'or à l'épreuve par équipe femme à la coupe du monde 2009 à Saint-Domingue.

- Championnat d'Europe
  -  Médaille de bronze à l'épreuve par équipe femme aux championnats d'Europe de 2010.

- Jeux mondiaux[1]
  -  Médaille de bronze aux Jeux mondiaux de 2013 à Cali.
  -  Médaille de bronze à l'épreuve individuelle femme aux Jeux mondiaux de 2017 de Wrocław.